# Chlorfenson
Chlorfenson ist eine chemische Verbindung aus der Gruppe der Sulfonate und ein Akarizid.

## Gewinnung und Darstellung
Chlorfenson kann durch Reaktion von Chlorbenzol mit Chlorsulfonsäure und p-Chlorphenol gewonnen werden.

## Verwendung
Chlorfenson wird als Ovizid gegen Sommereier und Larven von Spinnmilben eingesetzt. Es trug die Handelsnamen Ovex, Orotran und Sappiran und ist heute nicht mehr kommerziell erhältlich.

## Zulassung
In den Staaten der EU und in der Schweiz sind keine Pflanzenschutzmittel mit diesem Wirkstoff zugelassen.